# Bernard Barmasai
Bernard Barmasai (Keiyo, 6 mei 1974) is een Keniaanse langeafstandsloper. Hij was gespecialiseerd in de 3000 m steeple, maar stapte in een latere fase van zijn carrière over op de marathons.

## Loopbaan
Op 24 augustus 1997 brak Barmasai in Keulen het wereldrecord op de 3000 m steeple. In 2001 werd dit record verbeterd door Brahim Boulami uit Marokko. In 1998 won hij de 3000 m steeple op de Goodwill Games en bij de Afrikaanse kampioenschappen. Tweede werd hij dat jaar op de Gemenebestspelen in Kuala Lumpur. Eerder in 1995 had hij dit onderdeel ook al gewonnen op de Afrikaanse Spelen.
Barmasai vertegenwoordigde Kenia op de Olympische Spelen van Sydney in 2000 op het onderdeel 3000 m steeple. Daar greep hij net naast de medailles door zijn vierde plaats.
Tussen 2002 en 2003 had Barmasai met name te kampen met knieblessures. Dit deed hem besluiten om te stoppen met de 3000 m steeple en over te stappen op de marathon.
In 2005 werd hij vierde op de marathon van Amsterdam. In 2006 werd hij derde op de marathon van Parijs, terwijl hij op de marathon van Amsterdam als tweede over de finish kwam.

## Titels
- Afrikaanse Spelen kampioen 3000 m steeple - 1995
- Afrikaans kampioen 3000 m steeple - 1998
- Keniaans kampioen 3000 m steeple - 1998, 1999, 2001

## Persoonlijke records
Baan
| Onderdeel      | Prestatie | Datum             | Plaats       |
| -------------- | --------- | ----------------- | ------------ |
| 1500 m         | 3.37,24   | 5 augustus 2000   | Heusden      |
| 3000 m         | 7.36,40   | 22 augustus 1997  | Brussel      |
| 5000 m         | 13.23,23  | 2 september 2003  | Luik         |
| 2000 m steeple | 5.28,31   | 24 september 1995 | Johannesburg |
| 3000 m steeple | 7.55,72   | 24 augustus 1997  | Keulen       |

Weg
| Onderdeel      | Prestatie | Datum         | Plaats  |
| -------------- | --------- | ------------- | ------- |
| halve marathon | 1:02.05   | 7 maart 2004  | Parijs  |
| 25 km          | 1:15.14   | 27 april 2008 | Hamburg |
| marathon       | 2:08.52   | 9 april 2006  | Parijs  |

## Palmares

### 3000 m steeple
Kampioenschappen
- 1995:  Afrikaanse Spelen - 8.27,15A
- 1997:  Grand Prix - 8.22,48
- 1997:  WK - 8.06,04
- 1998:  Gemenebestspelen - 8.15,37
- 1998:  Goodwill Games - 8.14,26
- 1998:  Wereldbeker - 8.31,85A
- 1999:  Adriaan Paulen Memorial te Hengelo - 8.11,31
- 1999:  Grand Prix Finale - 8.06,92
- 2000: 4e OS - 8.22,23
- 2001:  WK - 8.16,59

Golden League-podiumplekken
- 1998:  Herculis – 8.00,67
- 1998:  Weltklasse Zürich – 8.08,03
- 1999:  Bislett Games – 8.06,15
- 1999:  Golden Gala – 8.03,30
- 1999:  Meeting Gaz de France – 8.05,71
- 1999:  Herculis – 7.58,98
- 1999:  Weltklasse Zürich – 8.05,16
- 1999:  Memorial Van Damme – 8.03,08
- 1999:  ISTAF – 8.07,02
- 2000:  Meeting Gaz de France – 8.04,27
- 2000:  Weltklasse Zürich – 8.11,77
- 2000:  Herculis – 8.02,76
- 2001:  Golden Gala – 8.09,78

### 10 km
- 1997:  Giro Medio Blenio in Dongio - 28.33
- 1997:  Boclassic International Silvesterlauf in Bolzano - 28.08
- 1999:  Ratinger Silvesterlauf in Ratingen - 28.59
- 2003: 4e Memorial Pepe Greco in Scicli - 29.01

### 3000 m
- 1995:  Boland Bank Meeting in Stellenbosch - 7.50,46
- 1995:  Janusz Kusocinski Memorial in Warschau - 7.51,95
- 1995:  Tampere Games - 7.53,13
- 1996:  Boedapest - 7.47,08
- 1996:  Tampere Games - 7.48,40
- 1997: 5e Memorial van Damme - 7.36,40
- 2000: 4e Tsiklitiria Meeting in Athene - 7.36,79

### 5000 m
- 2003: 5e International D'Atletisme de la Province de Liège in Xhovemont - 13.23,23

### 10 km
- 1997:  BOclassic - 28.08

### 10 Eng. mijl
- 2004:  Dam tot Damloop - 45.59
- 2005: 11e Dam tot Damloop - 48.20

### halve marathon
- 2006:  halve marathon van Uster - 1:04.03
- 2007:  halve marathon van Klagenfurt - 1:03.09
- 2008:  Great Scottish Run - 1:03.07

### marathon
- 2004: 15e marathon van Rotterdam - 2:14.49 (marathon-debuut)
- 2005: 4e marathon van Amsterdam - 2:10.52
- 2006:  marathon van Parijs - 2:08.52
- 2006:  marathon van Amsterdam - 2:08.54
- 2008: 16e marathon van Hamburg - 2:13.12

### veldlopen
- 1997: 6e WK lange afstand in Turijn - 35.35
- 1997:  WK (teamwedstrijd)

### overige afstanden
- 2000:  4 Mijl van Groningen - 18.26
- 2003:  4 Mijl van Groningen - 18.29